# Pectinidiscus aliciae
Pectinidiscus aliciae är en sjöstjärneart som beskrevs av Carrera-Rodriguez och Tommasi 1977. Pectinidiscus aliciae ingår i släktet Pectinidiscus och familjen Goniopectinidae. Inga underarter finns listade i Catalogue of Life.